# Історія Сан-Томе і Принсіпі

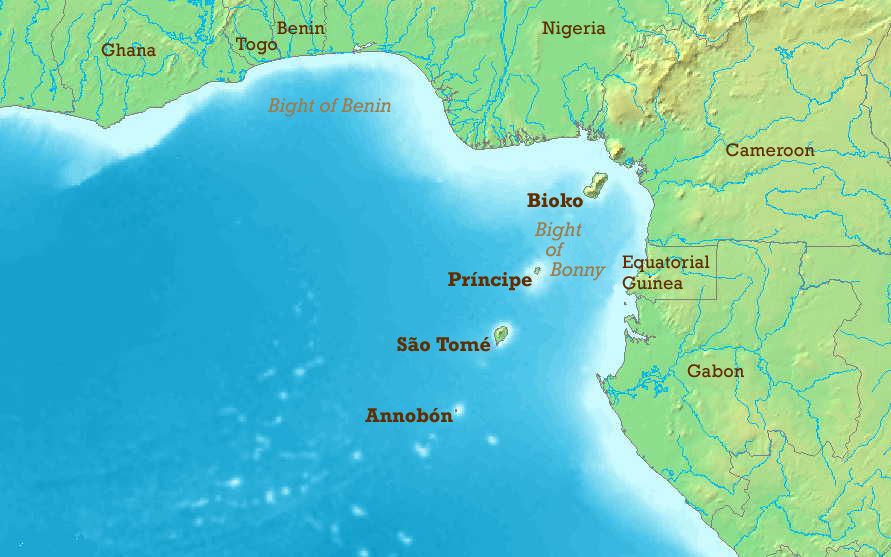
Острови Сан-Томе і Принсіпі

Сан-Томе і Принсіпі — мікродержава, розташована у Гвінейській затоці біля берегів Екваторіальної Африки. Як країну її сформувало владарювання Португалії.

## Колоніальний період
Існують різні думки щодо перших слідів перебування людини на островах Сан-Томе та Принсіпі. Припускають, що їх могли відвідувати стародавні мореплавці або люди з берегів Африки. Однак чітких підтверджень цьому немає. Острови лежать досить далеко від найближчого узбережжя — близько 300 км. Тому, коли у Гвінейську затоку прибули перші португальські кораблі і відкрили острови, їх застали незаселеними. 21 грудня 1470 р. португальські мореплавці на чолі з Жуаном де Сантареном і Перу Ешкобаром у день святого Хоми відкрили острів, давши йому назву Сан-Томе, а 17 січня 1471 на день святого Антонія острів Принсіпі, якому дали назву Сан-Антоніо.
Пізніше він був перейменований на Принсіпі на честь спадкоємця престолу Португалії (принца). 1485 р. Сан-Томе був офіційно оголошений володінням Португалії і переданий в управління купцям з різних сімей для освоєння. 1493 було закладене перше португальське поселення на острові. 1500 р. король Португалії віддав о.Принсіпі в управління купцям з роду Карнейро, які володіли ним аж до 1753 р. Острови швидко стали одним з опорних пунктів работоргівлі та місцем для застосування праці африканських рабів.
У 1522 о. Сан-Томе був відібраний у купців і став коронною колонією, 1534 папа римський створив тут окреме католицьке єпископство. З кінця 16 ст. острови стали об'єктом нападів конкурентів Португалії на морі — Франції, Нідерландів, Англії, які хотіли підірвати її монополію на морських перевезеннях. Перший напад французьких піратів стався 1566 р., але був відбитий португальським гарнізоном. Однак наступного року їм вдалося захопити і спалити місто Сан-Томе. Нідерланди захоплювали Принсіпі 1598 р., а Сан-Томе 1599 і 1641–1649. Франція захоплювала Сан-Томе 1709.
Часто повставали також африканські раби, обурені нелюдським ставленням до них їхніх власників. Такі повстання мали місце 1517, 1530, 1574 та 1595 років. Особливе велике повстання відбулось 1595 р. коли раби проголосили свого вождя — Амадора Вієйру королем. Однак всі вони були придушені. Основу економіки островів складало виробництво з допомогою праці рабів цукрової тростини, какао, кави, кокосів на експорт.
1753 р. о.Принсіпі перейшов з власності роду Корнейро у власність держави та об'єднаний з островом Сан-Томе в єдину коронну колонію. Значення островів для Португалії зросло в 19 ст., коли від неї відокремилась у 1822 Бразилія. Виробництво товарів на експорт з допомогою дешевої праці рабів приносило добрі прибутки. Влада Португалії через це всіляко зволікала з скасуванням рабства і зробила це лише у 1875 р. На зміну рабській системі прийшло вербування робітників за контрактом, що існувало аж до проголошення незалежності країни. Робітників набирали в португальських колоніях: Анголі, Мозамбіку, Кабо-Верде. Їх називали контрактадуш. Робота контрактадуш мало чим відрізнялася від праці рабів, однак робітники тепер були особисто вільні та отримували заробітну плату. Населення колонії на початку 20 ст. складало 22 тис. осіб, з них білі та вищі чиновники — 600, дрібні власники, чиновники і прислуга з африканців — бл. 6 тис., форруш (торгівці, поденники і інші) — 2 тис., анголаріш (рибалки, лісоруби) — 1,5 тис., наймані робітники плантацій (контрактадуш) — 12 тис.
1950 р. відбувся перепис населення колонії, за яким воно складало 60 тис. осіб, з них контрактадуш 15 тис. Це був спад і влада вирішила поповнити нестачу робочої сили за рахунок місцевого населення. Спорадичні робочі заворушення і невдоволення тривали і в XX столітті, кульмінацією якого став спалах заворушень в 1953 році, коли кілька сотень африканських робітників загинули в зіткненні з португальською владою. Ці події отримали назву «повстання в Батепа» і в незалежній Сан-Томе і Принсіпі відзначаються 3 лютого як День пам'яті жертв. Після цього в колонії зародився політичний рух за надання незалежності островам. 1960 виник Комітет боротьби за звільнення Сан-Томе і Принсіпі. 1972 він був перетворений в Рух за звільнення Сан-Томе і Принсіпі (МЛСТП). Після квітневої революції 1974 р. в Португалії виникла реальна можливість досягнення незалежності. 21 грудня 1974 островам була надана автономія, сформовано місцевий уряд на чолі з представником МЛСТП. 7 липня 1975 р. пройшли перші загальні вибори в місцевий парламент — Національну Народну Асамблею.

## Незалежність
12 липня 1975 р. була проголошена незалежність островів від Португалії під назвою Демократична Республіка Сан-Томе і Принсіпі. Першим її президентом став Мануел Пінту да Кошта. 5 листопада 1975 р. прийнята конституція. Після проголошення незалежності єдиною і правлячою партією була МЛСТП, країна вирішила будувати соціалізм. Її економіка стала командно-адміністративною. У середині 1980-х років неефективне управління та серйозна посуха призвели до різкого погіршення економічного становища. Після розвалу світової системи соціалізму країна послабила державний контроль над економікою та звернулась до країн Заходу по допомогу.
10 вересня 1990 р. прийнята нова конституція та запроваджена багатопартійна система. У квітні 1991 новим президентом став Мігел Тровоада. 15 серпня 1995 його усунули від влади повстанці на чолі з М.Алмейдою. Але президент хутко оговтався і вже 21 серпня відновив свою владу. На виборах у червні — липні 1996 Тровоаду переобрали на новий термін. З 3 вересня 2001 р. до 2011 р. президентом країни був Фрадіке де Мінезіш.
У цей час на морському шельфі Сан-Томе і Принсіпі були відкриті поклади нафти та газу, що викликало зацікавлення до цієї держави з боку великих світових держав, зокрема таких, як КНР.